# Cuenca del Mediterráneo

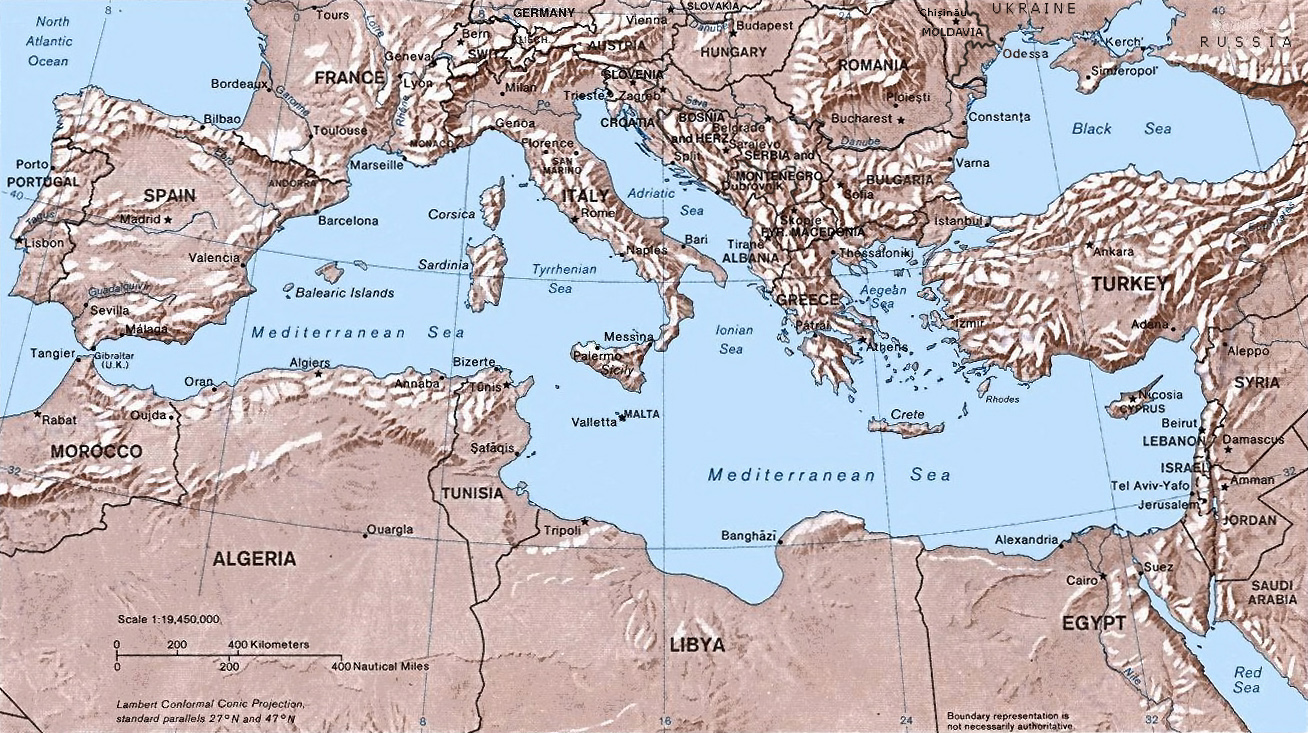
Mar Mediterréaneo y la mayor parte de su cuenca.

Cuenca del Mediterráneo es un término geográfico de gran importancia histórica y cultural.
En ella se han desarrollado las denominadas civilizaciones mediterráneas, cuya continuidad en el tiempo hasta la actualidad se manifiesta en una cultura mediterránea en gran parte común por encima de las profundas diferencias políticas y religiosas. Tal unidad de cultura o civilización se ha visto afectada en la época contemporánea por varios factores: por un lado, aparece homogeneizada con las del resto del mundo por efecto de la globalización; y, por otro lado, presenta una contradictoria relación con el fenómeno del turismo, que, por un lado, la magnifica y, por otro, la desvirtúa. Suelen definirse como rasgos comunes de tal cultura mediterránea, además de la herencia cultural de la Antigüedad clásica y del enfrentamiento secular de civilizaciones (púnica, grecorromana, cristiana, islámica), muchos de la vida cotidiana, como la dieta mediterránea (legumbres, frutas y verduras, pescado; y los tres alimentos básicos —la tríada mediterránea— elaborados desde la más remota antigüedad a partir de productos agrícolas y cultivos específicamente adaptados a la región: pan del trigo, aceite del olivo y vino de la vid); la animada vida callejera y espíritu de fiesta estimuladas por la benignidad del clima mediterráneo; multitud de tópicos y estereotipos, como una cierta forma, a la vez vitalista y fatalista, de entender la vida, etc.
La unidad del mar Mediterráneo se pretende activar periódicamente por ciertas iniciativas políticas (Proceso de Barcelona: Unión para el Mediterráneo) e incluso deportivas (Juegos del Mediterráneo).

## Geografía

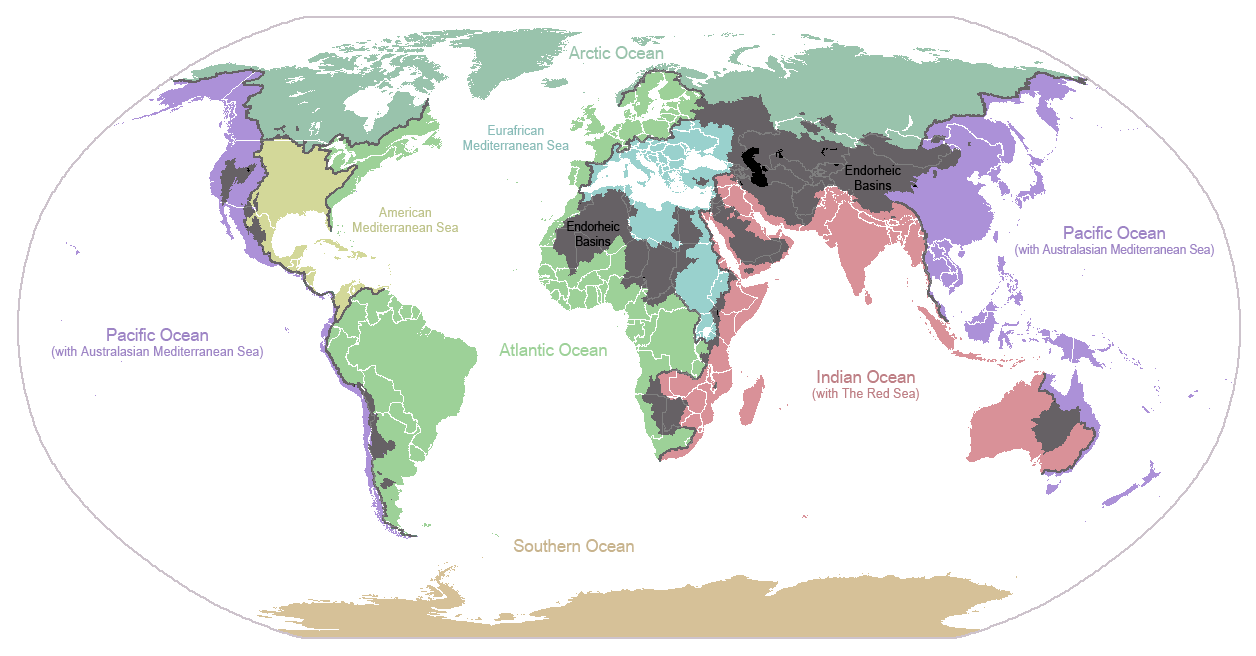
Mapa de las cuencas de drenaje a los océanos y a los mares Mediterráneo y Caribe. Los territorios que drenan sus aguas al Mediterráneo aparecen coloreados de azul claro.

La cuenca del Mediterráneo incluye los territorios cuyas aguas vierten al mar Mediterráneo, es decir: el sur de Europa (exceptuando gran parte de la península ibérica, e incluyendo gran parte del centro y el este con la cuenca del mar Negro), el norte de África (prolongándose hacia su interior con la cuenca del Nilo) y la zona más occidental de Asia ribereña con este mar, que se conoce también como Oriente Próximo o Levante.

Distribución potencial del olivo en la cuenca del Mediterráneo. El olivo se considera uno de los mejores indicadores biológicos de la región Mediterránea (Oteros, 2014)

La determinación geográfica de aspectos favorables al desarrollo de la civilización son notables: la existencia de una masa de agua prolongada en la dirección del paralelo 40° que se abre en la fachada occidental de un continente es única en el planeta. Eso permite la gran extensión del clima mediterráneo, que si bien tiene semejantes en otras latitudes similares (California, Chile central, oeste de Sudáfrica, sur de Australia occidental) no pueden comparársele en extensión. Lo mismo puede decirse de la articulación de las costas que multiplica la posibilidad de acceso al mar, sobre todo en su orilla septentrional, con cuatro penínsulas principales (Ibérica, Itálica, Balcánica y Anatólica), varios mares con personalidad diferenciada (Baleárico, Tirreno, Adriático, Jónico, Egeo y Negro) y múltiples islas y archipiélagos, desde las de gran tamaño (Baleares, Córcega, Cerdeña, Sicilia, Creta, Chipre) hasta las menores (Perejil, Alborán, Chafarinas, Columbretes, Elba, Malta, Pantelleria, Dalmacia, Jónicas, Ítaca, Cícladas, Lesbos, Rodas, Dodecaneso...).
El Mediterráneo y su cuenca fueron el escenario de los primeros descubrimientos geográficos, simultáneos al origen de la navegación, anteriores incluso a las navegaciones históricas (periplos griegos y las escasas referencias fenicias o bíblicas).

## Historia
Con mayor o menor fidelidad a sus límites geográficos, histórica y culturalmente la cuenca del Mediterráneo es el lugar de nacimiento y desarrollo de la civilización occidental que, si bien puede buscar sus orígenes en Mesopotamia (Tigris y Éufrates desembocan en el golfo Pérsico, y, por tanto, corresponden a la cuenca del Índico), se desarrolla en los antiguos Egipto, Israel y Fenicia, y de forma definitiva en la Antigüedad clásica de Grecia y Roma (que convierte al Mediterráneo en su Mare nostrum y hace coincidir prácticamente el limes de su Imperio con su cuenca).
La extensión de la civilización occidental al norte y este de Europa durante la Edad Media, y la irrupción del islam en el espacio mediterráneo significó la ruptura de la unidad de este, pero siguió habiendo un fecundo intercambio comercial y cultural entre sus orillas, tanto de norte a sur a través de la península ibérica y Sicilia como de este a oeste entre las ciudades italianas, Bizancio y la ribera próximo-oriental, aunque las fuentes históricas destaquen mucho más los enfrentamientos (la Reconquista y las Cruzadas).
En la Edad Media, los matemáticos musulmanes, con sus tablas astronómicas, contibuyeron decisivamente a conocer el auténtico tamaño del Mediterráneo. En el siglo IX Al-Jwarizmi redujo en diez grados de longitud la distancia que según la geografía ptolemaica había entre Córdoba y Damasco, y que era de casi veinte grados superior a la real. Un siglo más tarde, el andalusí Maslama de Madrid corrigió aún más dicha distancia, hasta solo un grado de longitud de diferencia con respecto a la verdadera. De esta forma, las representaciones cartográficas posteriores del Mediterráneo se aproximaron mucho más a la realidad.
La historia de la cuenca del Mediterráneo en el siglo XVI ha sido objeto de un estudio de Fernand Braudel, modelo clásico de las relaciones entre el entorno geográfico y los distintos niveles del tiempo histórico.
La extensión de la civilización occidental a América durante la Edad Moderna y a todo el mundo a partir de la Revolución Industrial y el colonialismo significaron definitivamente el cambio del eje de esta del Mediterráneo al Atlántico (visible sobre todo con la crisis del siglo XVII). Parece probable que el proceso se repita con el desplazamiento al Pacífico a partir del proceso de globalización de finales del siglo XX, actuando de nuevos centros (en sustitución de Europa) los ya desarrollados Japón y la costa oeste de los Estados Unidos, y sobre todo China y los nuevos países industrializados (NIC).